# Religia w Szwajcarii
Religie w Szwajcarii (wiek populacji 15+, 2016)
     Kościół katolicki (36.5%)
     Kościół reformowany (24.5%)
     Inne kościoły chrześcijańskie (5.9%)
     Niezrzeszeni (24.9%)
     Islam (5.2%)
     Inne religie (1.7%)
     Nieznane (1.3%)

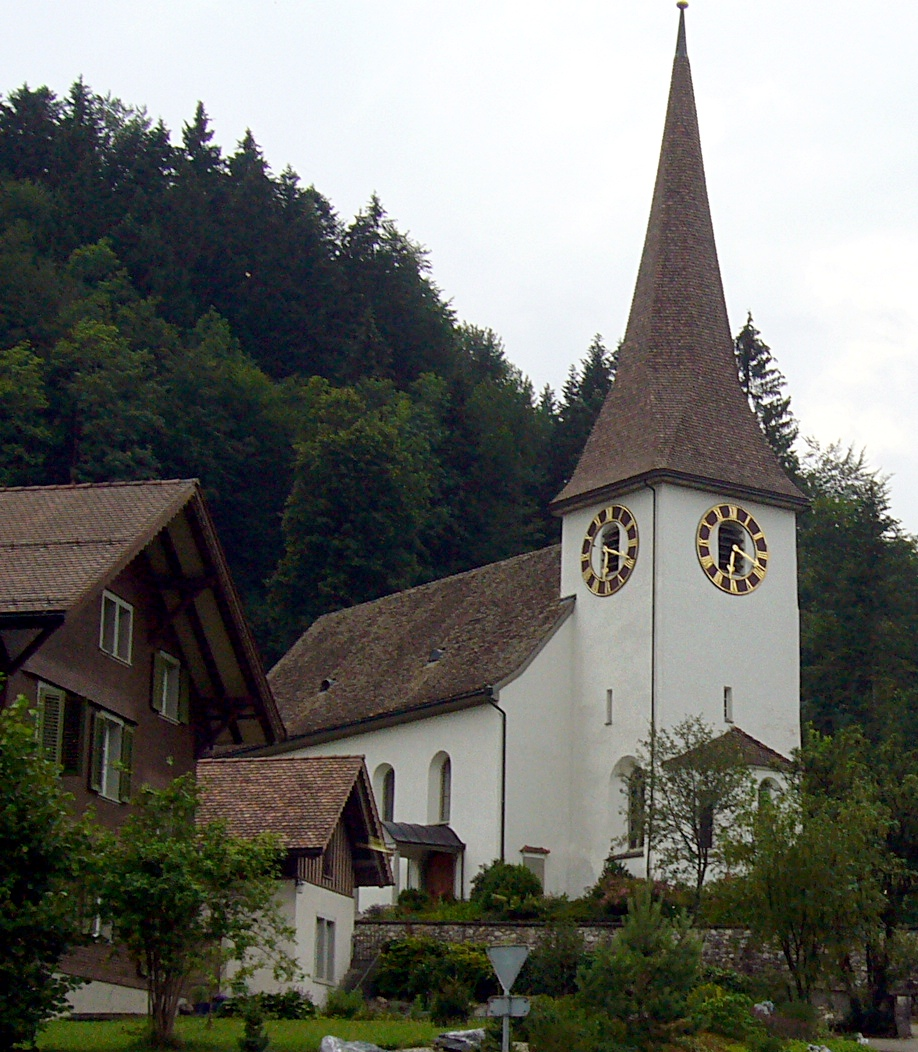
Kościół w Fischenthal

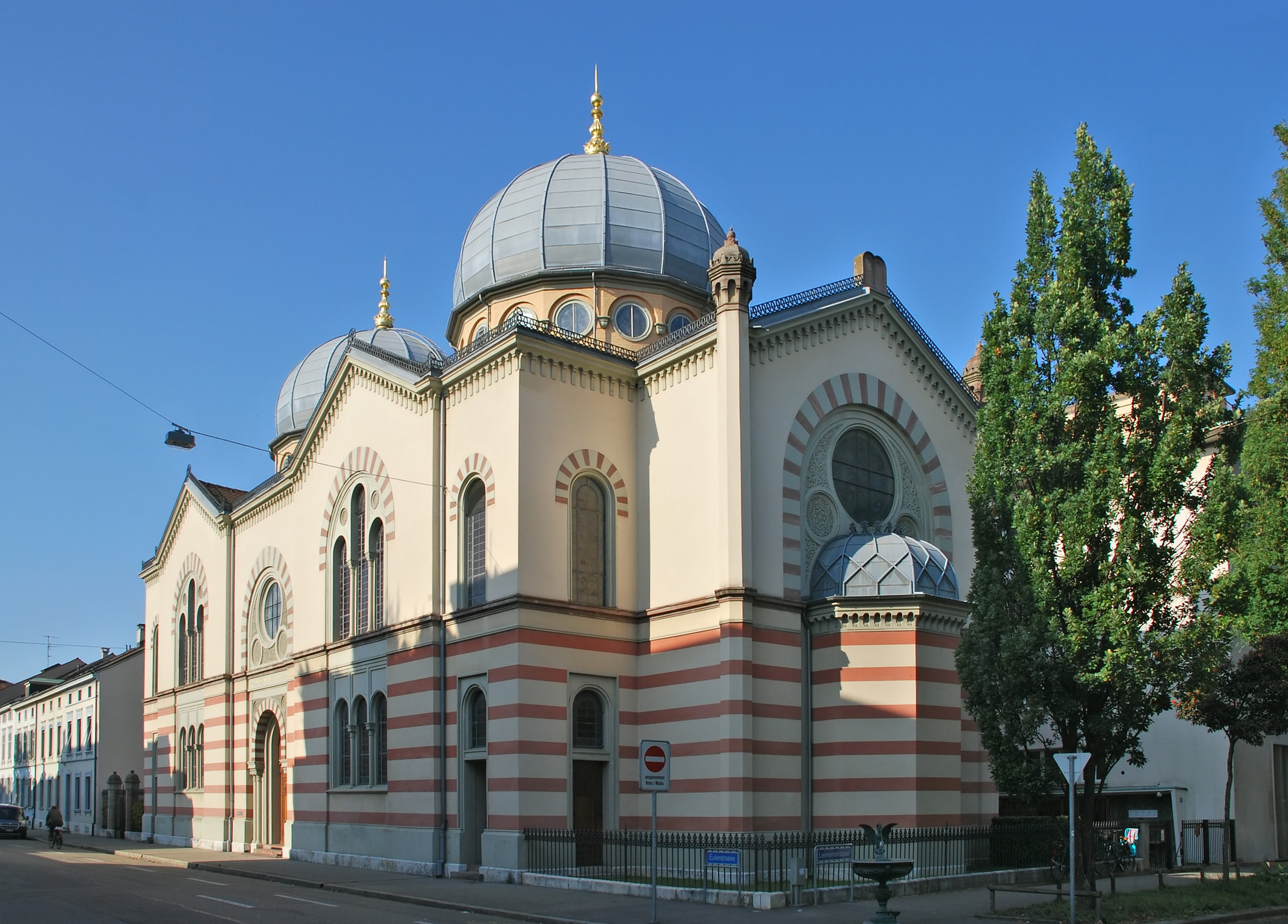
Synagoga żydowska w Bazylei

Szwajcaria nie ma oficjalnej religii państwowej. Według spisu ludności z 2016 roku dominującą religią wyznawaną przez dwie trzecie ludności jest chrześcijaństwo. Ponad jedną piątą społeczeństwa stanowią niewierzący i nieokreśleni, a największą mniejszością religijną jest islam (5,2%).
W roku 1950, 56,3% mieszkańców Szwajcarii przyznawało się do Kościoła ewangelicko-reformowanego i 41,5% do Kościoła katolickiego. Krajobraz religijny Szwajcarii w ciągu ostatnich lat ulega znaczącym zmianom. Podczas gdy udział regionalnego Kościoła ewangelicko-reformowanego gwałtownie spada na rzecz braku religijności to udział rzymsko-katolików w społeczeństwie pozostaje względnie stabilny ze względu na napływ emigrantów z krajów katolickich.
Szwajcaria odegrała wyjątkową rolę podczas Reformacji, ponieważ stała się domem dla wielu reformatorów. Większe miasta (Berno, Zurych, Bazylea, Genewa) historycznie były i nadal są częściowo protestanckie, a środkowa Szwajcaria i Ticino są tradycyjnie katolickie. Imigracja przyniosła do Szwajcarii islam, ewangelikalizm, prawosławie, hinduizm, buddyzm i inne znaczne mniejszości religijne.
Według najnowszego sondażu Eurobarometru z 2010 roku odpowiedzi mieszkańców Szwajcarii na pytania w sprawie wiary były następujące:
- 44% – „wierzę w istnienie Boga”,
- 39% – „wierzę w istnienie pewnego rodzaju ducha lub siły życiowej”,
- 11% – „nie wierzę w żaden rodzaj ducha, Boga lub siły życiowej”,
- 6% – „nie wiem”.

## Statystyki
| Religie/kościoły                                  | Liczba wiernych | Procent ludności | Źródło                               |
| ------------------------------------------------- | --------------- | ---------------- | ------------------------------------ |
| Kościół katolicki                                 | 2 908 tys.      | 38,3%            | Operation World, 2010                |
| Ewangelicko-reformowany Kościół Szwajcarii        | 2 250 tys.      | 29,6%            | Operation World, 2010                |
| Islam                                             | 459 471         | 6,0%             | Operation World, 2010                |
| Prawosławie                                       | 158 tys.        | 2,1%             | Operation World, 2010                |
| Zielonoświątkowcy                                 | 67 958          | 0,9%             | Operation World, 2010                |
| Hinduizm                                          | 42 530          | 0,56%            | Operation World, 2010                |
| Buddyzm                                           | 36 454          | 0,48%            | Operation World, 2010                |
| Kościół Nowoapostolski                            | 34,3 tys.       | 0,45%            | Operation World, 2010                |
| Świadkowie Jehowy                                 | 19 462          | 0,23%            | Sprawozdanie Świadków Jehowy, 2022   |
| Judaizm                                           | 18,8 tys.       | 0,23%            | World Jewish Population, 2016        |
| Bracia plymuccy                                   | 17,7 tys.       | 0,23%            | Operation World, 2010                |
| Stowarzyszenie Wolnych Kongregacji Ewangelicznych | 14 tys.         | 0,19%            | Operation World, 2010                |
| Kościół Metodystyczny                             | 14 tys.         | 0,19%            | Operation World, 2010                |
| Pilgrim Mission of St. Chrischona                 | 14 tys.         | 0,19%            | Operation World, 2010                |
| Kościół Chrześcijańskokatolicki                   | 14 tys.         | 0,19%            | Departament Spraw Wewnętrznych, 2010 |
| Kościół Anglikański                               | 13,8 tys.       | 0,19%            | Operation World, 2010                |
| Mormoni                                           | 9 034           | 0,11%            | LDS, 2019                            |
| Kościół Adwentystów Dnia Siódmego                 | 4 757           | 0,06%            | Atlas Adwentystyczny, 2018           |